# Ramón Vinader
Ramón Vinader (Vic, 3 de abril de 1833 - Madrid, 17 de noviembre de 1896) fue un abogado y político carlista español.

## Biografía
Nació en el seno de una familia legitimista. Su padre, Francisco Vinader, había formado parte de la Junta directiva del movimiento antiliberal de 1827, con Jep dels Estanys. Su hermano Francisco de Asís y su cuñado, el canónigo Corrons, estuvieron condenados a muerte en el movimiento, con Raf y Vidal.
De extracción humilde, realizó sus primeros estudios en el Seminario de Vich, estudiando después Derecho en Barcelona y Madrid. Establecido en la capital, pronto ganó fama de jurisconsulto, escritor y orador. Sus escritos eran muy solicitados por la prensa, especialmente por la católica; y destacó como orador en la sociedad madrileña La Armonía, fundada en oposición a la idea revolucionaria, donde pronunció brillantes discursos sobre el arte cristiano.
Con el fin de defender la unidad católica de España, fue miembro fundador de la Asociación de Católicos de España, de la que fue secretario junto con Cándido Nocedal, con quien promovió los Estudios Católicos.
Convocadas las Cortes en 1867, Vinader fue elegido por el distrito de Palma de Mallorca. Habiéndose inclinado el partido moderado hacia el absolutismo, se mostró favorable al gobierno. En su primera etapa parlamentaria Vinader propuso en las Cortes que la Universidad Central fuese trasladada de Madrid a Alcalá de Henares como medida para aislar a la juventud de la inmoralidad. 
Tras la caída de Isabel II en la Revolución de 1868, se incorporó a las filas de la Comunión Católico-Monárquica y fue elegido nuevamente diputado a Cortes en las elecciones constituyentes de 1869 y en las elecciones de 1871 por el distrito de Vich. Se destacó por su defensa de la religión católica y de las comunidades religiosas suprimidas por el gobierno. Junto con el resto de la minoría católica, se opuso a la libertad de cultos.
En 1872 participó en la tercera guerra carlista. Después de la guerra, se consagró a los trabajos de su bufete de abogados y perteneció a la Unión Católica. Dos de sus hijos ingresaron en la Compañía de Jesús.
Colaboró en las publicaciones Altar y Trono, Revista Católica de España, Museo Español de Antigüedades y La Ilustración Católica (1883). Fue autor de una Arqueología cristiana española. Nociones de la arquitectura bizantina, gótica, mudéjar, y del renacimiento, aplicadas á los templos de España (1870).

## Obras
- Biografía del señor don Carlos Luis María de Borbón y de Braganza, Conde de Montemolín: Abraza la historia de la guerra civil en los años 1847, 1848 y 1849 (1855)